# Face Down in the Blues
| Recensione | Giudizio |
| ---------- | -------- |
| AllMusic   | [ 1 ]    |

Face Down in the Blues è un CD della The Marshall Tucker Band, pubblicato dall'etichetta discografica Era Records (ed anche dalla K-Tel Records) nel giugno del 1998.

## Tracce
1. Face Down in the Blues – 3:15 (Amyl Justin, Kid Bangham)
2. Love I Gave to You – 3:27 (Earl Cate, Ernie Cate, Leroy Preston)
3. Mean Miss Sweetie – 3:31 (Tim Lawter)
4. Ain't No Justice – 4:33 (Johnny Neel)
5. Face the Music – 4:23 (Doug Gray, Rusty Milner)
6. Like Good Music – 4:01 (Doug Gray, Rusty Milner, Tim Lawter)
7. Long Goodbye – 4:12 (Jeff Silbar, Jimmy Hall)
8. Ain't Nobody's Fool – 3:29 (Doug Gray, Rusty Milner)
9. Ways of a Woman – 4:16 (Leon Russell)
10. Ramblin' – 3:38 (Toy Caldwell)
11. Southern Belle – 4:36 (Doug Gray, Rusty Milner, Tim Lawter)
12. Driftin' Blues – 4:59 (Charles Brown, Eddie Williams, Johnny Moore)

Durata totale: 48:20

## Musicisti
Face Down in the Blues
- Doug Gray - voce solista
- Rusty Milner - chitarre
- Steve Poole - tastiere
- Tim Lawter - basso, accompagnamento vocale
- Jackie Potter - batteria

Love I Gave to You
- Doug Gray - voce solista
- Rusty Milner - chitarra solista
- Ronald Radford - chitarra ritmica
- Steve Poole - tastiere
- David Muse - sassofono
- Tim Later - basso, accompagnamento vocale
- Jackie Potter - batteria
- Tim Johnson - accompagnamento vocale

Mean Miss Sweetie
- Doug Gray - voce solista
- Rusty Milner - chitarre
- Steve Poole - tastiere
- Tim Lawter - basso
- Paul T. Riddle - batteria
- Regina Grant - accompagnamento vocale
- Pam Walker - accompagnamento vocale

Ain't No Justice
- Doug Gray - voce solista
- Stuart Swanlund - chitarra slide, chitarre
- Steve Poole - tastiere
- Tim Lawter - basso, accompagnamento vocale
- Lee Sinclair - batteria
- Tim Johnson - accompagnamento vocale

Face the Music
- Doug Gray - voce solista
- Rusty Milner - chitarre
- Steve Poole - tastiere
- Tim Lawter - basso
- Jackie Potter - batteria
- Regina Grant - accompagnamento vocale
- Pam Walker - accompagnamento vocale

Like Good Music
- Doug Gray - voce solista
- Rusty Milner - chitarre
- Stuart Swanlund - chitarra slide
- Steve Poole - tastiere
- Tim Lawter - basso
- Jackie Potter - batteria
- Regina Grant - accompagnamento vocale
- Sandra Hawkins - accompagnamento vocale

Long Goodbye
- Doug Gray - voce solista
- Rusty Milner - chitarre
- Steve Poole - tastiere
- Tim Lawter - basso, accompagnamento vocale
- Lee Sinclair - batteria
- Tim Johnson - accompagnamento vocale
- Regina Grant - accompagnamento vocale
- Sandra Hawkins - accompagnamento vocale

Ain't Nobody's Fool
- Doug Gray - voce solista
- Rusty Milner - chitarre, tastiere, basso, accompagnamento vocale
- Steve Poole - organo
- David Muse - sassofono
- Jackie Potter - batteria
- Tim Johnson - accompagnamento vocale

Ways of a Woman
- Doug Gray - voce solista
- Ronald Radford - chitarre
- Steve Poole - tastiere
- Tim Lawter - basso, accompagnamento vocale
- Lee Sinclair - batteria
- Tim Johnson - accompagnamento vocale

Ramblin'
- Doug Gray - voce solista
- Rusty Milner - chitarra ritmica, tastiere, sassofono
- Chris Hicks - chitarra ritmica solista
- Tim Lawter - basso
- Barry Borden - batteria

Southern Belle
- Doug Gray - voce solista
- Rusty Milner - chitarra ritmica, chitarra solista
- Chris Hicks - chitarra slide
- Steve Poole - tastiere
- Tim Lawter - basso
- Jackie Potter - batteria

Driftin' Blues
- Doug Gray - voce solista
- Ronald Radford - chitarre
- Steve Poole - tastiere
- Tim Lawter - basso
- Paul T. Riddle - batteria

Note aggiuntive:
- Doug Gray, Tim Lawter e Rusty Milner - produttori
- Ran Rainey - produttore esecutivo
- Registrazioni effettuate allo Studio 151 di Spartanburg, North Carolina, Stati Uniti
- Tim Lawter e Rusty Milner - ingegneri della registrazione
- Masterizzazione effettuata al Georgetown Masters di Nashville, Tennessee
- Denny Purcell - ingegnere della masterizzazione
- In Loving Memory of Jaybird McQueen[2]